# برايان ستافورد
برايان ستافورد (بالإنجليزية: Brian Stafford)‏ هو لاعب كرة القدم الغالية أيرلندي، ولد في 4 يونيو 1964 في Kilmainhamwood ‏ في جمهورية أيرلندا.